# Епархия Дананга
Епархия Дананга (лат. Dioecesis Danangensis) — епархия Римско-Католической Церкви с центром в городе Дананг, Вьетнам. Епархия Дананга входит в митрополию Хюэ. Кафедральным собором епархии Дананга является церковь Святейшего Сердца Иисуса.

## История
18 января 1963 года Римский папа Иоанн XXIII издал буллу «Naturalis in vitae», которой учредил епархию Дананга, выделив её из епархии Куинёна.

## Ординарии епархии
- епископ Фам Нгок Ти, Пётр Мария (18.01.1963 — 21.01.1988);
- епископ Нгуен Куанг Шать, Франциск Ксаверий (21.01.1988 — 6.11.2000);
- епископ Нгуен Бинь Тинь, Павел P.S.S.[1] (6.01.2000 — 13.05.2006);
- епископ Тяу Нгок Чи, Иосиф (13.05.2006 — 12.03.2016);
- епископ Данг Дык Нган, Иосиф (12.03.2016 — по настоящее время).

## Источник
- Annuario Pontificio, Libreria Editrice Vaticana, Città del Vaticano, 2003, стр. 958, ISBN 88-209-7422-3
- Булла Naturalis in vitae (лат.) // AAS. — 1964. — Num. 56. — P. 238. Архивировано 14 июня 2010 года.